# Donna nuda su una poltrona rossa
Donna nuda su una poltrona rossa è un dipinto (130x97 cm) realizzata nel 1932 dal pittore spagnolo Pablo Picasso.
È conservato nella galleria Tate Modern  di Londra.